# Джатаки
Джатаки — збірка з 547 давньоіндійських притч написаних палі, що створювалися з початку I тисячоліття до н. е. Вони входять в «Сутта-пітаку» («Зібрання текстів»), в буддійський канон «Тіпітака». Збережений текст, який дійшов до нас, є коментарем до оригінальної палійської канонічної книги Джатаки, складеної у віршованій формі.
Джатаки описують попередні втілення Будди, коли він з'явився як Бодгісаттва, як у людській подобі, так і в формах тварин. Ці історії розповідають як практика різних досконалостей або трансцендентних чеснот, які також називають парамітами, є ключем до буддійських підходів до досягнення мокши. Дія багатьох оповідань відбувається в місті Варанасі, або поблизу нього, на півночі центральної Індії на річці Ганг.
Незважаючи на те, що велика частина змісту Джатаки притаманна буддизму, ці історії містять колекцію фольклору, який, ймовірно, поширювався за межами буддистських громад. Велика кількість джатак спочатку належала до стародавніх індійських оповідних традицій. У деяких випадках світська або довільна історія, спочатку не пов’язана з ідеями буддизму, була «буддизована» і перетворилася на історію Джатаки.
Кожна Джатака розпадається на наступні частини:
- історія про сьогодення (Paccuppan-navatthu), викладає обставини, при яких була розказана Буддою
- історія про минуле (Atītavatthu), що включає власне джатаку,
- пов'язані з останнім віршовані вислови (Gāthā), до яких приєднується

тлумачення віршів (Veyyākaraṇa)
- роз'яснення зв'язку (Samodhāna) між героями історії про сьогодення і історії про минуле.